# Here to Stay (canción)
«Here to Stay» es un sencillo de New Order. Fue producido por The Chemical Brothers y lanzado como sencillo en 15 de abril de 2002, y el número 15 alcanzado en el UK Singles Chart.

## Lanzamiento
«Here to Stay» fue el tema de cierre de la película 24 Hour Party People, y fue la única nueva canción compuesta especialmente para la película. Su video musical fue de las escenas de la película en blanco y negro, y contó con John Simm (que toco Bernard Sumner en la película) y comediante/actor Steve Coogan (que interpretó a Tony Wilson) repiten sus papeles. El video fue dedicado a Rob Gretton, Martin Hannett y Ian Curtis; tres personas instrumentales en la fundación de la banda que ya había muerto.
La pista fue lanzado sin marketing importante, pero aun así alcanzó el número 15 en las listas británicas.
La pista se puso a disposición tanto como una sola autónomo y sobre la recopilación de la banda internacional . También se incluyó más tarde en la recogida de solteros , y una versión instrumental extendida fue puesto en libertad en la caja set retro . Una versión en vivo de las características de canción de la grabación en vivo en Bestival 2012 .
El sencillo fue grabado en un lado-b con la pista "Player in the League", fracaso de la entrada del New Order de ITV más destacados de fútbol La canción fue originalmente programado para su inclusión en Get Ready, pero fue eliminado.

## Lista de canciones
CD #1NUOCD11 (UK & Europe)

Todas las canciones escritas y compuestas por New Order. 
| CD #1: NUOCD11 (UK & Europe) |                                    |          |  |
| N.º                          | Título                             | Duración |  |
| 1.                           | «Here to Stay» (radio edit)        | 3:55     |  |
| 2.                           | «Here to Stay» (full-length vocal) | 5:00     |  |
| 3.                           | «Player in the League»             | 5:35     |  |

CD #2NUCDP11 (UK & Europe)
| CD #2: NUCDP11 (UK & Europe) |                                                              |          |  |
| N.º                          | Título                                                       | Duración |  |
| 1.                           | «Here to Stay» (radio edit)                                  | 3:55     |  |
| 2.                           | «Here to Stay» (Felix da Housecat - Thee Extended Glitz Mix) | 8:08     |  |
| 3.                           | «Here to Stay» (The Scumfrog - Dub Mix)                      | 8:01     |  |

CD0927 458992 (Australia)
| CD: 0927 458992 (Australia) |                                                                            |          |  |
| N.º                         | Título                                                                     | Duración |  |
| 1.                          | «Here to Stay» (radio edit)                                                | 3:58     |  |
| 2.                          | «Here to Stay» (original edit)                                             | 5:00     |  |
| 3.                          | «Here to Stay» (Felix da Housecat - Thee Extended Glitz Mix)               | 8:08     |  |
| 4.                          | «Here to Stay» (The Scumfrog - Dub Mix)                                    | 8:04     |  |
| 5.                          | «Here to Stay» (extended instrumental) (Remixed por The Chemical Brothers) | 5:57     |  |
| 6.                          | «Player in the League»                                                     | 5:35     |  |

12"NUOX11 (UK & Europe)
| 12": NUOX11 (UK & Europe) |                                                              |          |  |
| N.º                       | Título                                                       | Duración |  |
| 1.                        | «Here to Stay» (full-length vocal)                           | 5:00     |  |
| 2.                        | «Crystal»                                                    | 6:49     |  |
| 3.                        | «Here to Stay» (Felix da Housecat - Thee Extended Glitz Mix) | 8:08     |  |
| 4.                        | «Here to Stay» (The Scumfrog - Dub Mix)                      | 7:47     |  |

DVDNUDVD9 (UK & Europe)
| DVD: NUDVD9 (UK & Europe) |                                                                      |          |  |
| N.º                       | Título                                                               | Duración |  |
| 1.                        | «Here to Stay» (Video)                                               | 3:55     |  |
| 2.                        | «Here to Stay» (radio edit) (Audio)                                  | 3:55     |  |
| 3.                        | «Here to Stay» (Felix da Housecat - Thee Extended Glitz Mix) (Audio) | 8:08     |  |
| 4.                        | «24 Hour Party People» (4 × 30 second clips) (Video)                 | 2:00     |  |

## Posicionamiento en lista
| Lista (2002)                       | Posiciones |
| ---------------------------------- | ---------- |
| Australia ARIA Singles Chart       | 64         |
| French SNEP Singles Chart          | 99         |
| German Media Control Singles Chart | 77         |
| Irish Singles Chart                | 42         |
| UK Singles Chart                   | 15         |